# 북아메리카의 항공사 목록
이 문서는 북아메리카의 항공사에 대한 목록이다. 여기서는 중앙아메리카와 서인도 제도 상의 국가도 포함한다.

## 북아메리카

#### 그린란드
- 에어 그린란드

## 중앙아메리카

#### 멕시코
- 아에로멕시코
- 아에로멕시코 커넥트
- 아에로마르
- 비바 아에로버스
- 볼라리스 항공

#### 파나마
- 코파 항공
- 윙고

## 서인도 제도

#### 신트마르턴(네덜란드령)
- 윈에어

#### 케이맨 제도(영국의 속령)
- 케이맨 항공

#### 트리니다드 토바고
- 캐리비안 항공

## 같이 보기
- 남아메리카의 항공사 목록
- 항공사 목록
- 북아메리카의 공항 목록
- 북아메리카의 운항중단된 항공사 목록